# Iruraiz
Iruraiz era un municipio español que estaba situado en la provincia de Álava, País Vasco (España).

## Historia
El municipio tenía su origen en la hermandad del mismo nombre que aparece por primera vez documentada en 1417. Estaba dicha hermandad dividida a su vez en tres cuadrillas: la de Elburgo, que incluía las aldeas de la hermandad situadas más al oeste, la de Alegría de Álava, que agrupaba las aldeas de la parte central  y  la de Acilu o Iruraiz, que agrupaba las aldeas de la parte más oriental. Estas tres cuadrillas se encuentran a su vez en el origen de los municipios que les daba su nombre.
El municipio se fusionó en 1967 con el municipio de Gauna dando lugar al actual municipio de Iruraiz-Gauna.

## Subdivisiones
El municipio estaba formado por varios pueblos, que a su vez formaban concejos:

### Concejos
- Acilu (en euskera y oficialmente Azilu)
- Alaiza (en euskera y oficialmente Alaitza)
- Arrieta
- Erenchun (en euskera y oficialmente Erentxun)
- Ezquerecocha (en euskera y oficialmente Ezkerekotxa)
- Gaceo (en euskera y oficialmente Gazeo)
- Guereñu (en euskera y oficialmente Gereñu)
- Jáuregui (en euskera y oficialmente Jauregi)
- Langarica (en euskera y oficialmente Langarika)
- Trocóniz (en euskera y oficialmente Trokoniz)

## Geografía humana

### Demografía
| Gráfica de evolución demográfica de Iruráiaz entre 1842 y 1960 |
| |
| Población de derecho según los censos de población del INE Población de hecho según los censos de población del INEEn este censo se denominaba Iruraiz: 1842 Entre el censo de 1970 y el anterior, este municipio desaparece porque se agrupa en el municipio 01027 (Iruraiz Gauna) |

| Gráfica de evolución demográfica de Iruraiz entre 2000 y 2017 |
|                                                               |
| Población de derecho según los censos de población del INE.   |